# 伊地智啓
伊地智 啓（いじち けい、1936年2月8日 - 2020年4月2日）は、日本の映画プロデューサー。これまでに100本以上の作品を手がけた。

## 経歴
1936年2月8日、兵庫県に生まれる。早稲田大学文学部を卒業。1960年、日活撮影所助監督部に入社する。1971年にプロデューサーへ転身したのち、1977年に同社を退社する。多摩市議会議員（2015年～）の伊地智恭子は娘。
セントラル・アーツを経て、1978年、長谷川和彦監督のために設立されたキティ・フィルムに、「映画のプロがいないから」と長谷川に引っ張り込まれて参加。長谷川監督の『太陽を盗んだ男』や相米慎二監督の『セーラー服と機関銃』を手がけ、以降も『あぶない刑事』など数多くヒット作を連発する。1992年に創業者の多賀英典が賭けポーカーをした事で逮捕された事を受け同社の代表取締役社長に就任。 1995年にキティエンタープライズがポリグラムに買収され同社がキティグループから切り離された事を受け、独立退職し新会社ケイファクトリーを設立。代表取締役社長、会長を経て、2002年に同社を退社する。その後鹿児島県に移住し活動拠点としていた。
2004年、李相日監督の『69 sixty nine』を手がける。2005年、第28回日本アカデミー賞協会特別賞を受賞する。2015年、著書『映画の荒野を走れ プロデューサー始末半世紀』が刊行される。
2020年4月2日午後3時37分、膵臓癌のため鹿児島市内の病院で死去。84歳没。

## 著書
- 『映画の荒野を走れ プロデューサー始末半世紀』上野昂志・木村建哉編、インスクリプト、2015年。ISBN 9784900997561

## フィルモグラフィー

### 映画
- 黒い牝豹M（1974年）
- 炎の肖像（1974年）
- 東京エマニエル夫人（1975年）
- ホステス情報 潮ふき三姉妹（1975年）
- 犯される（1976年）
- 暴行!（1976年）
- わたしのSEX白書 絶頂度（1976年）
- 「妻たちの午後」より 官能の檻（1976年）
- 江戸川乱歩猟奇館 屋根裏の散歩者（1976年）
- 女高生トリオ 性感試験（1977年）
- 卒業五分前 群姦（1977年）
- 性と愛のコリーダ（1977年）
- 襲られる（1977年）
- 修道女ルシア 辱す（1978年）
- 生贄の女たち（1978年）
- 限りなく透明に近いブルー（1979年）
- 太陽を盗んだ男（1979年）
- 翔んだカップル（1980年）
- セーラー服と機関銃（1981年）
- みゆき（1983年）
- ションベン・ライダー（1983年）
- 雪の断章 -情熱-（1985年）
- 野蛮人のように（1985年）
- プルシアンブルーの肖像（1986年）
- めぞん一刻（1986年）
- 光る女（1987年）
- あぶない刑事（1987年）
- ・ふ・た・り・ぼ・っ・ち・（1988年）
- 行き止まりの挽歌 ブレイクアウト（1988年）
- またまたあぶない刑事（1988年）
- レディ!レディ Ready! Lady（1989年）
- ジュリエット・ゲーム（1989年）
- もっともあぶない刑事（1989年）
- 女がいちばん似合う職業（1990年）
- あいつ（1991年）
- ひき逃げファミリー（1992年）
- らんま1/2 決戦桃幻郷! 花嫁を奪りもどせ!!（1992年）
- 死んでもいい（1992年）
- お引越し（1993年）
- 夏の庭 The Friends（1994年）
- 居酒屋ゆうれい（1994年）
- 四姉妹物語（1995年）
- あぶない刑事リターンズ（1996年）
- ミスター・ルーキー（2002年）
- 69 sixty nine（2004年）

### テレビ
- プロハンター（1981年）
- あぶない刑事（1986年 - 1987年）
- あきれた刑事（1987年 - 1988年）
- 勝手にしやがれヘイ!ブラザー（1989年 - 1990年）
- あいつがトラブル（1989年 - 1990年）
- らんま1/2 熱闘編（1989年 - 1992年）
- スーパーヅガン（1992年 - 1993年）
- 天国に一番近い病院（1993年）

## 受賞
- 1994年 - 第14回藤本賞奨励賞（『居酒屋ゆうれい』）[12]
- 1995年 - エランドール賞プロデューサー賞[13]
- 2005年 - 第28回日本アカデミー賞協会特別賞[10]